# ムルシア州
ムルシア州（ムルシアしゅう、Comunidad Autónoma de la Región de Murcia）は、スペインを構成する自治州。ムルシア県1つのみからなる1県1州の自治州である。州都はムルシア。
スペインの南東部、アンダルシーア州、カスティーリャ＝ラ・マンチャ州、バレンシア州に挟まれた所に位置し、地中海に面している。温暖な気候を利用して果物・野菜・花卉が栽培されており、スペインのみならずヨーロッパ諸国へも輸出されている。

## 歴史
カルタゴ人がカルタヘナの海岸に貿易拠点を築き、ローマ人によって「カルタゴ・ノヴァ」と呼ばれるようになった。カルタゴの商人にとって、カルタゴ・ノヴァの山岳地帯は単なるイベリア半島の後背地でしかなかった。ローマ時代には属州ヒスパニア・タラコネンシスの一部であったが、タラコネンシスが分割された後はカルタギネンシスの一部となった。
イスラム支配下では大規模な灌漑が導入されて農業が発展した。この時代の地名はトドミル（Todomir）である。11世紀に後ウマイヤ朝が滅ぶと、タイファ諸国の1つムルシア王国の領域となった。ムルシアのタイファは、アルバセーテ、アルメリーア、アリカンテの一部も含んでいた。1086年のサグラハスの戦いで、ムラービト朝は小さなタイファを飲み込み、イスラム教徒支配下のスペインを統一した。
その後、レコンキスタの進展によって、1243年にカスティーリャ王フェルナンド3世に征服された。カスティーリャがムルシアを征服した意義は大きかった。カスティーリャは初めて地中海への入り口を獲得した上に、イベリア半島の西地中海沿岸を所有するアラゴン王国の南進を止めたのである。フェルナンド3世の後継者アルフォンソ10世は、行政上の理由からムルシアを3分割し、聖職者領主を据えたり、レコンキスタに貢献した者へ報酬として与えたり、11世紀にできた騎士修道会へ与えた。
1264年にイスラム教徒が反乱を起した際には、アラゴン王ハイメ1世に鎮圧された。1296年にはカスティーリャ王国の内紛に乗じて、アラゴン王ハイメ2世がこの地を征服した。しかし、1304年に締結された条約で、この地はカスティーリャ王国に返還され、アリカンテなど現在のバレンシアの南部はバレンシア王国（アラゴン王国）に編入された。以後、カスティーリャ王およびスペイン王がムルシアの王を兼ねた。ムルシア王国はムルシア県が設立されるまで表向きは存続した。
1833年スペイン地方行政区分再編ではスペイン全土に49の県が設置された。この際にムルシア県も設置され、県都はムルシアに定められた。なお、ムルシア県とアルバセテ県の2県は「歴史的地域」のムルシア地域としてまとめられたが、「歴史的地域」に権限や行政機関は存在しなかった。
1939年から1975年のフランコ独裁体制化を経て、スペイン1978年憲法によって自治州制度が導入されると、スペインの民主化移行期の1970年代末から1980年代初頭にはスペイン全土に17の自治州が設置された。1982年6月9日にはムルシア県の1県のみからなるムルシア州が設置された。正式名称を日本語に直訳すると「ムルシア地方自治州」である。ムルシア地方の一部だったアルバセテ県はムルシア州ではなくカスティーリャ＝ラ・マンチャ州の一部となっている。

## 地理

### 地勢

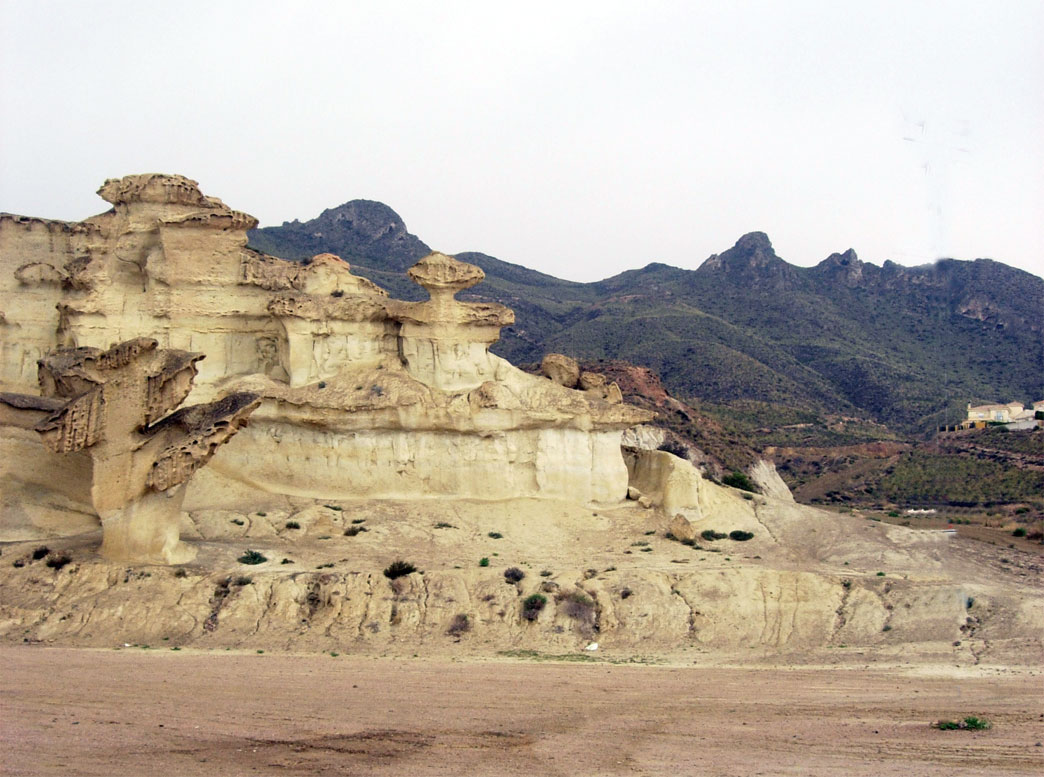
ラス・モレアス山脈

ムルシア州はベティコ山系の東に位置する。ベティコ山系は北から、プレベティコ山系、スブベティコ山系、ペニベティコ山系に3分割されている。
昔から州の最高峰は標高2027 mのレボルカドーレス山とされてきた。しかし最近の調査によると、レボルカドーレス山の標高は1999 mに過ぎず、さらに北にあるロス・オビスポス山（2015 m）よりわずかに低いことがわかった。
ムルシア州のおよそ27%が山地、38%が準山地か谷、残り35%が平地または台地である。

### 気候
ムルシア州は比較的乾燥した地中海性気候、または、地中海性気候の要素を持ったステップ気候である。夏に乾燥する傾向にあり、年間降水量は300 mmから350 mmと少なく、年間の晴天日は120日から150日である。温暖な冬（12月・1月の平均気温11 ℃）、暑い夏（最高気温40 ℃を超えることが珍しくない）が特徴である。ただし、年間平均気温は18 ℃程度である。海からの距離と標高の高低差が、沿岸部と内陸部の気温の変化を主に冬に引き起こす。沿岸部で気温10 ℃を下回るような時は、内陸部では6 ℃まで気温が上がらず、降雨量が600 mm以上と多くなる場合もある。
1994年7月4日にはムルシアでは最高気温47.2 ℃を記録し、スペインにおける国内最高気温を更新した。2005年の冬には長期にわたって低温が続き、ムルシア州の沿岸部ですら降雪が見られた。

### 水文

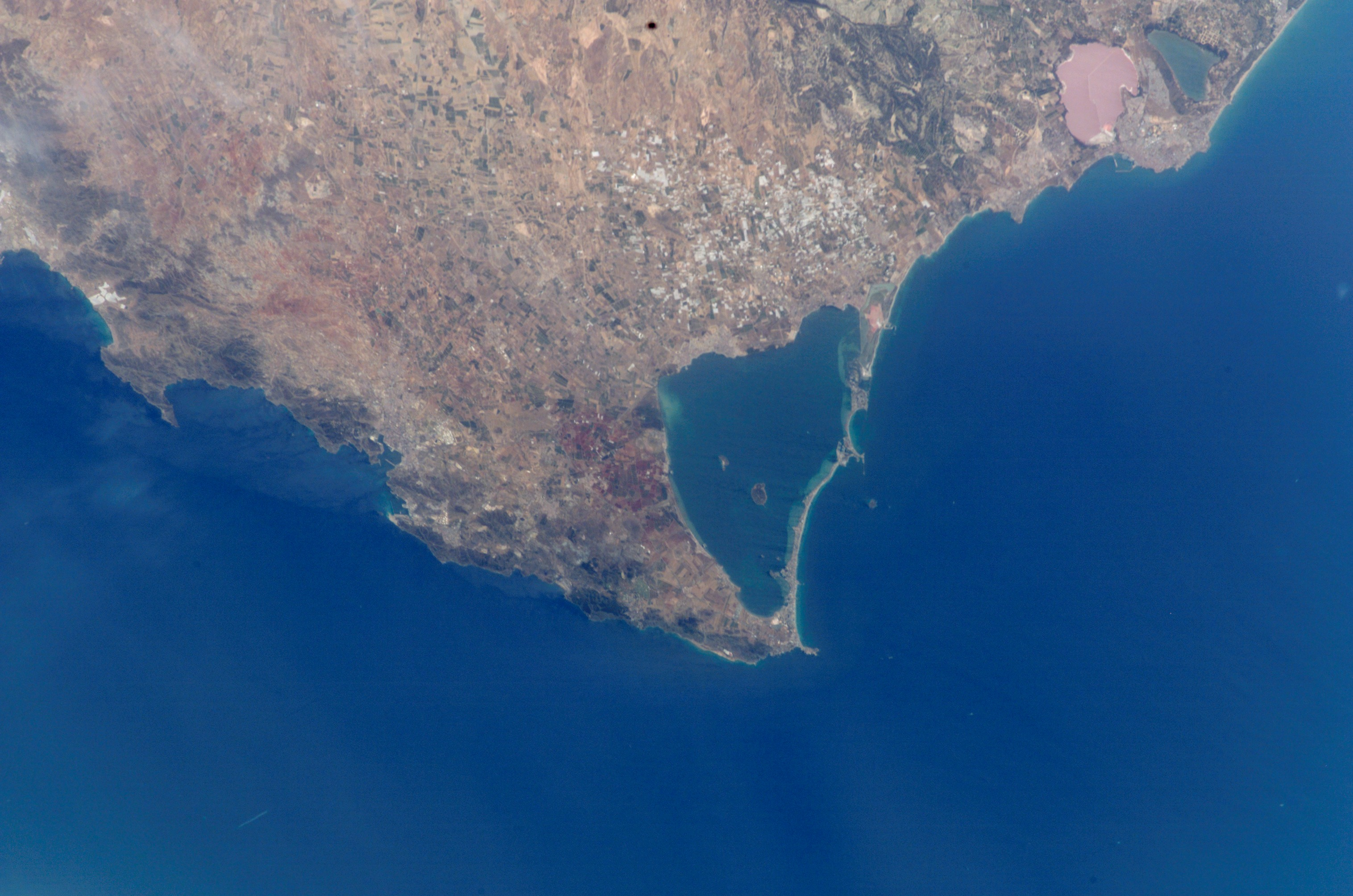
マール・メノール潟の衛星写真

ムルシア州の主要な河川はセグラ川であり、その支流のムンド川(Río mundo)、アリャラベ川(Río alharabe)、ムラ川(Río Mula)、グアダレンティン川(Río guadalentin)なども流れている。セグラ川流域は流域面積に対して水供給能力が乏しく、この河川流域へタホ川流域からもたらされた水が供給されている。
地中海に近接したマール・メノールは、スペイン最大の天然湖かつヨーロッパ最大の海水湖とされる。マール・メノールの面積は170 km2、湖岸線の長さは73 km、最大水深は7 mであり、水晶のように透明な浅瀬を持つビーチがある。特殊な環境と自然の特性がマール・メノールを独特の湖にしており、国際連合によって地中海特別保護地区に指定されている。マール・メノール潟は半円形をしており、地中海とは長さ22 km、幅100 mから1200 mの砂州であるラ・マンガで隔てられている。

## 経済
2012年にスペインの経済危機がムルシア州の経済を直撃した。その影響で自治州政府も資金調達が困難になり、7月には同様の事態に直面したバレンシア州と共に中央政府に支援要請を行う事態となった。

## 自治体
ムルシア州の人口は約130万人であり、46のムニシピオ（基礎自治体）がある。州の人口の約3分の1が州都ムルシア（424,362人）に住んでいる。2番目に人口の多い都市は、州の人口の約6分の1を擁するカルタヘナである。3番目はロルカである。議会はムルシアではなくカルタヘナに置かれている。
| ムルシア州の自治体 | ムルシア州の自治体             | ムルシア州の自治体 |
| #                  | 基礎自治体                     | 人口 （2016年）    |
| ------------------ | ------------------------------ | ------------------ |
| 1                  | ムルシア                       | 441,003人          |
| 2                  | カルタヘナ                     | 214,759人          |
| 3                  | ロルカ                         | 91,730人           |
| 4                  | モリナ・デ・セグラ             | 69,614人           |
| 5                  | アルカンタリージャ             | 41,155人           |
| 6                  | シエサ                         | 35,134人           |
| 7                  | アギラス                       | 34,706人           |
| 8                  | トーレ＝パチェコ               | 34,630人           |
| 9                  | イェクラ                       | 34,037人           |
| 10                 | サン・ハビエル                 | 31,782人           |
| 11                 | トターナ                       | 30,981人           |
| 12                 | マサロン                       | 30,704人           |
| 13                 | カラバカ・デ・ラ・クルス       | 25,591人           |
| 14                 | フミーリャ                     | 25,362人           |
| 15                 | サン・ペドロ・デル・ピナタール | 24,660人           |

## 交通
内陸部にある州都のムルシアの南東に位置するサン・ハビエルには、ムルシア＝サン・ハビエル空港がある。また、議会が設置されているカルタヘナはカルタヘナ港を擁する。この他、カルタヘナとムルシアとの間には鉄道路線も存在し、カルタヘナとムルシアの鉄道での所要時間は約1時間である。さらに、ムルシアからロルカを経由してアギラス方面への鉄道路線、ムルシアからシエサを経由してカスティーリャ＝ラ・マンチャ州のアルバセーテ方面へ抜ける鉄道路線、ムルシアからバレンシア州のアリカンテ方面へ抜ける鉄道路線が敷設されている。

## 言語
ムルシア州で話されるスペイン語は、独特のアクセントと地元特有の言語を持つ。ムルシア方言は、多くの最終音節の子音を除去し、アラゴン語と古アラビア語に由来する地元の語彙を強調する傾向にある。一般的なイントネーションとムルシアで話されるスペイン語方言の特殊な語彙の一部は、近接するアルメリーア県、アリカンテ県のベガ・バヤ・デル・セグーラで話される方言といくつか特徴を共有している。
エル・カルチェ地方の狭い地域ではバレンシア語が話されている。